# Zea (Venezuela)
Zea é uma cidade venezuelana, capital do município de Zea.